# Nanjie
Nanjie (chinesisch 南街村, Pinyin Nánjiē Cūn) ist eines von 19 Dörfern der Großgemeinde Chengguan im Kreis Linying der bezirksfreien Stadt Luohe in der chinesischen Provinz Henan. Nanjie umfasst eine Fläche von 1,78 km². In den 848 Haushalten leben 3180 Menschen, überwiegend Angehörige der Hui- und Han-Chinesen. Nanjie gilt als das letzte und einzige maoistische Dorf Chinas.

## Geschichte
Im Rahmen des chinesischen Regierungsprogramms zur Schaffung Neuer Sozialistischer Dörfer wurde Nanjie gefördert. Es erlebte in der Folge einen wirtschaftlichen Aufschwung. Im Zeitraum von 1991 bis 1997 versiebzehnfachte sich die wirtschaftliche Leistung, um in der Folgezeit wieder leicht zu sinken. Dabei wurden die Gelder anders eingesetzt als in den meisten Projekten. Es wurde ein Dorf konzipiert, das als letztes maoistisches Dorf Chinas bezeichnet wird. Nanjie hat sich auf Grund dessen zu einer Touristenattraktion entwickelt, die von rund 400.000 Menschen jährlich besucht wird. Attraktionen sind der Mao-Park, der Mao-Bibelturm oder das originalgetreu nachgebaute Geburtshaus Mao Zedongs. Besucher müssen, um das Dorf zu besuchen, 50 Yuan Eintritt bezahlen.
Die Kollektivierung der Landwirtschaft und der Industrie erfolgte bereits Mitte der 80er Jahre unter dem Bürgermeister Hong Bin, als das ganze Land von den Reform- und Öffnungspolitik Deng Xiaoping erfasst wurde. Hong bot den Bauern, denen das Land zurückgegeben wurde, an, dem Kollektiv beizutreten und versprach im Gegenzug eine lebenslange Versorgung mit Reis. Diese Strategie zeigt Erfolg, nach zehn Jahren befand sich alles Land im Besitz des Kollektivs.

## Situation heute
In Nanjie besteht eine Pflicht zur Arbeit. In der gegründeten Industrie arbeiten rund 13.000 Menschen, wovon 2.000 Bewohner Nanjies sind. Die anderen Angestellten kommen nicht in den Genuss der sozialen Privilegien. Die Gewinne werden unter allen Bewohnern zu gleichen Teilen aufgeteilt. Dabei erhalten die Bewohner eine geringe Barauszahlung (zwischen 18 und 25 € im Monat). Darüber hinaus erhalten die Bewohner Nanjies eine breite Palette von sozialen Leistungen. Dazu gehören die kostenlose Bereitstellung von Essen, Wohnraum, Strom, Wasser, Telefon, Kabelfernsehen, Kleidung, Schulbildung, gesundheitlicher Versorgung und Altenpflege. Das wichtigste politische Entscheidungsgremium ist das Dorfkomitee. Zu den Entscheidungskompetenzen des Komitees gehören auch Maßnahmen, die in die Privatsphäre der Bewohner eingreifen, wie die Zustimmung zu Hochzeiten. Die Einhaltung der im Dorf herrschenden Moral wird streng überwacht. Dazu gibt es ein Bewertungssystem für Fehlverhalten, das mit der Kürzung der Sozialleistungen bestraft wird.